# William Stryker
William Stryker er en tegneseriefigur fra Marvel Comics. Karakteren er skabt af Chris Claremont og Brent Anderson, og sås for første gang i 1982 i den grafiske roman X-Men: God Loves, Man Kills. William Styker er en superskurk og X-Men's fjende. 
Karakteren optræder også som filmfigur i X2: X-Men United (2003), spillet af Brian Cox. Han spilles af Danny Huston i X-Men Origins: Wolverine (2009). Josh Helman spiller Stryker i X-Men: Days of Future Past (2014) og X-Men: Apocalypse (2016).